# Sven Borelius
Sven Johan Borelius, född 27 februari 1928 i Lund, död 8 juli 2004 i Stockholm, var en svensk civilingenjör och företagsledare.
Sven Borelius var son till konstprofessorn Aron Johan Teodor Borelius (1898-1984) och Astrid Hilma Tornberg (1900-1968). Han var far till musikern Erik Borelius.

## Utbildning och verksamhet
Efter reservofficersutbildning och civilingenjörsexamen vid KTH, där han 1952 var ordförande för Tekniska Högskolans Studentkår THS, fick han 1953 anställning i och blev 1969 VD för Siporex AB. 1972-1981 var han VD för Euroc-koncernens dotterbolag Cementa AB och lät bland annat bygga ut företagets cementfabrik i Slite på Gotland.
1982 utsågs Borelius till VD för moderbolaget, det börsnoterade Euroc AB, och stannade i denna befattning till sin pensionering 1990. 1991 blev Borelius invald LKAB:s styrelse och utsågs 1993 till styrelsens ordförande. När den socialdemokratiska regeringen 1995 ville byta ut Borelius mot Stig Malm, ändrade man sig inför hotet om fackliga demonstrationer och Borelius stannade kvar till 1997.
Han har dessutom verkat i styrelserna för börsbolagen Boliden, Cardo, Fabege, Getinge, Opus, Scribona, SEB, Svedala, Sydkraft och Trelleborg liksom i norska Aker och finska Sanitec.
Borelius invaldes till ledamot av Ingenjörsvetenskapsakademien år 1990 och var även ledamot av Vetenskapssocieteten i Lund (LVSL)
Rektorn för KTH, professor Ragnar Woxén uttalade, att Borelius varit den bäste ordförande, som studentkåren haft. Han genomförde en lyckad utbyggnad av kårhuset.